# Venčeslav Čopič
Venceslav (Venčeslav) Čopič, slovenski učitelj, šolnik in strokovni pisec, * 9. november 1893, Slokarji, Lokavec, † 8. april 1980, Ljubljana.

## Življenje in delo
Rodil se je 9.11.1893 očetu Francu (1859-1911) in materi Tereziji roj. Bolko (1856-1936) v Lokavcu pri Slokarjih.
Osnovno šolo je obiskoval v Lokavcu (1899-1907), nato privatno pripravljalno šolo za učiteljišče v Sežani (1907-08), učiteljišče v Kopru (1908-09) in Gorici (1909-12). Usposobljenostni izpit je opravil leta 1914. Med prvo svetovno vojno je služil kot avstro-ogrski vojak na Tirolskem, kjer je bil hudo ranjen. Po vojni se je dodatno izpopolnjeval na trgovski nadaljevalni šoli v Ljubljani (1919), kmetijski nadaljevalni šoli v Grmu pri Novem mestu (1921) ter opravil osem semestrov višje pedagoške šole v Zagrebu (1921-28), kjer je leta 1928 diplomiral iz pedagogike, psihologije in matematike. V tem obdobju je bil tudi učitelj v Pišecah. Nato je poučeval na ljubljanskem učiteljišču. Med drugo svetovno vojno je bil interniran v Koncentracijskem taborišču v Dachauu. Po osvoboditvi 1945 je postal šolski inšpektor ter med drugim vodil prosvetno-pedagoško službo v Ajdovščini. Organiziral je Pedagoški center v Ljubljani, bil predavatelj in vodja številnih seminarjev za učitelje in urednik Male pedagoške knjižnice. V pedagoških revijah je objavljal članke iz socialne pedagogike, metodike pouka, organizacije šolstva, o stikih med šolo in domom, o usposabljanju učiteljev. Napisal je knjigi Pisanje (1950), ki obravnava metodo začetnega pisalnega pouka, in Metrski sestav in učno navodilo (1962). V knjigi Osnovna šola na Slovenskem 1869-1969 (1970) je sodeloval z razpravama o zgodovini pouka matematike in geografije. Uredil je zbornik ob 100-letnici Učiteljišča v Ljubljani (1973) in napisal številne življenjepise slovenskih šolnikov. Prejel je Žagarjevo nagrado. 
 Bil je oče umetnostne zgodovinarke Špelce Čopič in fizika Milana Čopiča.